# Cooke Peak
Cooke Peak är en bergstopp i Antarktis. Den ligger i Östantarktis. Australien gör anspråk på området. Toppen på Cooke Peak är 2 034 meter över havet.
Terrängen runt Cooke Peak är huvudsakligen lite kuperad. Trakten är obefolkad. Det finns inga samhällen i närheten.